# Henrik Larsson (atleet)
Henrik Larsson (atleet) (Karlstad, 30 september 1999) is een Zweedse atleet, die gespecialiseerd is in de sprintonderdelen.

## Loopbaan
Op de Europese kampioenschappen indooratletiek 2023 verbeterde Larsson het Zweedse record op de 60 meter van 6,53 seconden en won daarmee de bronzen medaille, achter de Italianen Samuele Ceccarelli en Marcell Jacobs. Op de Paavo Nurmi Games liep hij 10,17 seconden, waarmee Larson het nationale 100m- record verbrak, dat sinds 1996 in handen was van Peter Karlsson. Op de Zweedse kampioenschappen verbeterde hij dit record naar  10,13 seconden. Op de Wereldkampioenschappen atletiek 2023 werd Larsson uitgeschakeld in de halve finales op de 100 meter.
In 2024 verbeterde Henrik Larsson zijn eigen Zweedse 100m-record in Graz naar 10,08. Daarna nam Larsson deel aan de Olympische Zomerspelen 2024 en kwam niet door de series op de 100 meter. 
Tijdens het Europese kampioenschappen indooratletiek 2025 won Larson op de 60 meter een zilveren medaille in een tijd van 6,52, dat een nieuw nationaal record betekende.

## Titels
- Zweeds kampioen 100 m - 2018, 2019, 2020, 2021, 2022, 2023, 2024
- Zweeds kampioen 200 m - 2017, 2019, 2021, 2023, 2024
- Zweeds indoorkampioen 60 m - 2019, 2022, 2023, 2024, 2025
- Europees U23 kampioen 100 m - 2019

## Persoonlijke records
Outdoor
| Onderdeel | Prestatie  | Wind (m/s) | Datum       | Plaats     |
| --------- | ---------- | ---------- | ----------- | ---------- |
| 100 m     | 10,08 (NR) | +0,3       | 12 mei 2024 | Graz       |
| 200 m     | 20,44      | +0,8       | 28 mei 2023 | Kopenhagen |

Indoor
| Onderdeel | Prestatie | Datum           | Plaats    |
| --------- | --------- | --------------- | --------- |
| 60 m      | 6,52 (NR) | 8 maart 2025    | Apeldoorn |
| 200 m     | 21,78     | 7 februari 2016 | Bærum     |

## Resultaten

### 60 meter
- 2023:  EK indoor – 6,53 s (NR)
- 2024: 5e WK indoor – 6,56 s
- 2025:  EK indoor – 6,52 s (NR)

### 100 meter
- 2023: 6e in ½ fin. WK - 10,20 s (-0,3 m/s)
- 2024: 4e EK - 10,16 s (+0,7 m/s)
- 2024: 40e OS - 10,24 s (-0,3 m/s)